# AkEnd
Der Arbeitskreis Auswahlverfahren Endlagerstandorte (AkEnd) war ein unabhängiger Arbeitskreis des deutschen Bundesministeriums für Umwelt, Naturschutz und Reaktorsicherheit, der im Februar 1999 seine Arbeit aufnahm und im Dezember 2002 beendete.

## Hintergrund
Er hatte die Aufgabe, erstmals wissenschaftlich fundierte Kriterien für die Suche nach einem Endlagerstandort für radioaktiven Abfall aufzustellen. Jede vorige Entscheidung für die Erkundung oder Inbetriebnahme eines Endlagers (Gorleben, Asse, Schacht Konrad und Morsleben) war dagegen politisch beeinflusst. Neben Kriterien für die geologische Eignung sollte der AkEnd auch ein geeignetes Suchverfahren mit Beteiligung der Öffentlichkeit entwickeln. Die Empfehlungen des Arbeitskreises sollten mit der nationalen und internationalen Fachwelt und mit der interessierten Öffentlichkeit eingehend erörtert werden, um Transparenz und Akzeptanz für spätere Standortentscheidungen zu schaffen. Erst nach Abschluss dieses Prozesses sollte mit der Durchführung eines Standortauswahlverfahrens begonnen werden.
Mitglieder des AkEnd waren Fachleute aus den Bereichen Geowissenschaften, Chemie, Physik, Mathematik, Bergbau, Deponietechnik, Ingenieurwesen und Öffentlichkeitsarbeit.
Das deutsche Konzept für die Endlagerung radioaktiver Abfälle wurde nach der Bundestagswahl 1998 und dem damit verbundenen Regierungswechsel grundlegend geändert. Es sah vor, alle radioaktiven Abfälle in ein einziges Endlager zu verbringen, das ungefähr im Jahr 2030 zur Verfügung stehen soll. Mehrere Standorte in unterschiedlichen Gesteinsformationen sollen dabei auf ihre Eignung hin untersucht und miteinander verglichen werden. Die Suche sollte auf einer „weißen Landkarte“ stattfinden, also ohne Präferenz auf einen bestimmten Standort.
Mit dem sogenannten Atomkonsens vom Juni 2000 unterschrieben die Regierungsparteien SPD und Grüne, dass es keine Anhaltspunkte dafür gäbe, dass der Salzstock Gorleben als Endlager ungeeignet sei. Dies schwächte alle bis dahin gefundenen Argumente gegen diesen Salzstock. Zwar wurde ein befristetes Moratorium beschlossen, aber ausdrücklich festgestellt, dass dies keine endgültige Aufgabe des Endlagerstandorts Gorleben bedeute. In diesem Zusammenhang hat der im März 2006 gefallene Gerichtsentscheid zum Schacht Konrad (Endlagerprojekt für nicht wämeentwickelnde radioaktive Abfälle) eine richtungsweisende Komponente. Es wird darin festgestellt, dass nach dem Atomgesetz nicht der beste Standort für ein Endlager gesucht werden muss, solange der gewählte Standort den Sicherheitskriterien für ein Endlager genügt (was für den Schacht Konrad der Fall ist).

## Abschlussbericht und politische Entwicklung
Am 17. Dezember 2002 wurde in Berlin der Abschlussbericht „Auswahlverfahren für Endlagerstandorte – Empfehlungen des AkEnd“ an Bundesumweltminister Jürgen Trittin übergeben. Darin enthalten sind fünf geowissenschaftliche Ausschlusskriterien und mehrere geo- und sozialwissenschaftliche Abwägungskriterien. Der AkEnd betont die Notwendigkeit der Bürgerbeteiligung und der untertägigen Erkundung von mindestens zwei Standorten.
Zuvor, im Sommer desselben Jahres, wurde jedoch die Genehmigung für Schacht Konrad als Endlager für radioaktiven Abfall mit vernachlässigbarer Wärmeentwicklung erteilt. Dies bedeutet praktisch die Aufgabe der „Ein-Endlager-Politik“.
Im Koalitionsvertrag von 2002 konnte keine Einigung darüber erzielt werden, die Atommüllproduzenten (Anteile der bis zum 31. Dezember 2007 angefallenen konditionierten Abfälle: 53 % Energieversorgungsunternehmen und kerntechnische Industrie / 47 % Forschungseinrichtungen, Landessammelstellen und sonstige Ablieferungspflichtige) zur Finanzierung einer neuerlichen Endlagersuche zu verpflichten. Die Kosten für eine solche Suche werden auf 1,5 Mrd. Euro geschätzt, eine Summe, die vom Umweltministerium kaum aufgebracht werden kann. Die Ergebnisse des AkEnd wurden bis heute (2006) nicht genutzt, einen Standort zu suchen oder die Öffentlichkeit weiter zu beteiligen.
Im Urteil des Oberverwaltungsgerichtes Niedersachsen vom 8. März 2006 wurde festgestellt, dass ein Mangel auch nicht darin besteht, „dass alternative Standorte nicht umfassend und vergleichend untersucht worden sind. Ein derartiges Standortsuchverfahren ist nach den geltenden atomrechtlichen Bestimmungen nicht vorgesehen.“

## Positionen
Atomkraftgegner befürworten grundsätzlich die Suche nach einem Endlager auf Basis wissenschaftlicher und gesellschaftlicher Kriterien. Sie drängen darauf, für den bisher produzierten Atommüll ein Endlager in Deutschland zu finden, anstatt ihn zu exportieren. Sie bezweifeln allerdings, dass ein Standort gefunden werden kann, an dem die geowissenschaftlichen und insbesondere die sozialen Kriterien erfüllt werden. Sie sind bereit sich an der Erstellung der Kriterien und der Suche zu beteiligen, weisen aber jede Verantwortung für den Atommüll von sich.
Kernkraftbefürworter kritisieren den AkEnd als unnötig, da ihrer Ansicht nach mit dem Erkundungsbergwerk Gorleben und Schacht Konrad geeignete Standorte gefunden und die technischen Aspekte der Endlagerung weitgehend gelöst seien. Sie kritisieren außerdem die Zusammensetzung des AkEnd als politisch einseitig. Die wachsenden Mengen radioaktiven Abfalls sehen sie nicht als ungelöstes Entsorgungsproblem, sondern als Ergebnis einer politischen Blockadestrategie, in welcher der AkEnd einen wichtigen Baustein darstellt.

## Mitglieder
- Detlef Appel, PanGeo – Geowissenschaftliches Büro, Hannover
- Bruno Baltes, Gesellschaft für Anlagen- und Reaktorsicherheit mbH, Köln
- Volkmar Bräuer, Bundesanstalt für Geowissenschaften und Rohstoffe, Hannover
- Wernt Brewitz, Gesellschaft für Anlagen- und Reaktorsicherheit mbH, Braunschweig
- Klaus-Detlef Closs, Forschungszentrum Karlsruhe (bis April 2002)
- Klaus Duphorn, Universität Kiel (i. R.)
- Rainer Gömmel, GSF – Forschungsbergwerk Asse, Remlingen
- Heinz-Jörg Haury, GSF-Forschungszentrum für Umwelt und Gesundheit, Neuherberg
- Albert Günter Hermann, Technische Universität Clausthal (bis Juli 2000)
- Detlev Ipsen, Universität Kassel
- Gerhard Jentzsch, Friedrich-Schiller-Universität Jena
- Jürgen Kreusch, Gruppe Ökologie e. V., Hannover
- Klaus Kühn, Technische Universität Clausthal
- Karl-Heinz Lux, Technische Universität Clausthal
- Reiner Papp, Forschungszentrum Karlsruhe (bis September 2000)
- Michael Sailer, Öko-Institut e. V., Darmstadt
- Helmut Röthemeyer, Bundesamt für Strahlenschutz, Salzgitter (bis August 2002)
- Bruno Thomauske, Bundesamt für Strahlenschutz, Salzgitter